# Шупарська бучина № 2
Шу́парська бучи́на № 2 — ботанічна пам'ятки природи місцевого значення в Україні.

## Розташування
Зростає поблизу села Сков'ятина Чортківського району Тернопільської області, у кварталі 18, виділі 11 Наддністрянське лісництво ДП «Чортківське лісове господарство» в межах лісового урочища «Дача „Шупарка“».

## Статус
Створена виконавчого комітету Тернопільської обласної ради № 131 від 14 березня 1977 року. Площа — 5 га.
Рішенням Тернопільської обласної ради № 187 від 21 серпня 2000 року об'єкт було скасовано з причини втрати ним цінності за віком. Скасування здійснено на основі акту Державного управління екологічної безпеки в Тернопільській області від 10 вересня 2000 року за підписами державного інспектора С. В. Кондратюка та керівника лісгоспу Йосипа Фреяка.
Відновлена зі змінами, затвердженими рішенням Тернопільської обласної ради від 10 лютого 2016 № 75.

## Відомості
Площа — 19 га.
Під охороною — високопродуктивні насадження бука лісового I бонітету віком 80 років, повнота — 0,7, середній діаметр — 32 сантиметри.
Має господарське, науково-пізнавальне та естетичне значення.